# Melocure
Melocure (メロキュア Merokyua?) var en japansk popduo och bestod av Megumi Hinata (日向めぐみ Hinata Megumi?) och den nu avlidna Ritsuko Okazaki (岡崎 律子 Okazaki Ritsuko?)

## Historik
Melocure grundades i april 2002, och deras första låt var Itoshii Kakera, vilken användes som öppningstema till anime-serien UFO Ultramaiden Valkyrie.
De släppte sitt första album Melodic Hard Cure i mars 2004, och mindre än två månader senare dog Okazaki plötsligt vid 44 års ålder till följd av en septisk chock. Melocures sista låt Home & Away färdigställdes av Hinata efter Okazakis död, och släpptes mer än ett år senare.

## Diskografi[1]

### Singlar
- Itoshii Kakera  (愛しいかけら?) - öppningstema till första säsongen av UFO Ultramaiden Valkyrie - 20 juli 2002
- 1st Priority - öppningstema till Stratos 4 - 1 februari 2003
- Meguriai  (めぐり逢い?) - andra öppningstemat till UFO Ultramaiden Valkyrie - 22 oktober 2003
- Home & Away  (ホーム＆アウェイ?) - öppningstema till Okusama wa Mahō Shōjo - 27 juli 2005

### Album
Melodic Hard Cure  (メロディック・ハード・キュア?) - 17 mars 2004
1. Pop Step Jump!
2. 1st Priority
3. Meguriai (めぐり逢い?)
4. "Niji wo Mita" (「虹を見た」?)
5. Kogarashi no Hodō wo Hana no Saku Haru wo (木枯らしの舗道を 花の咲く春を?)
6. Himawari (向日葵?)
7. Agapé
8. birthday girl
9. Itoshii Kakera (愛しいかけら?)
10. Sunday Sundae
11. Futari no Sekai (ふたりのせかい?)
12. ALL IN ALL
13. rainbow kind of feeling
14. So far,so near
15. Shiawase (しあわせ?)
16. Agapé (Mizu no Wakusei ver.) (Agapé (水の惑星Ver.)?) - bonusspår